# Leninismus

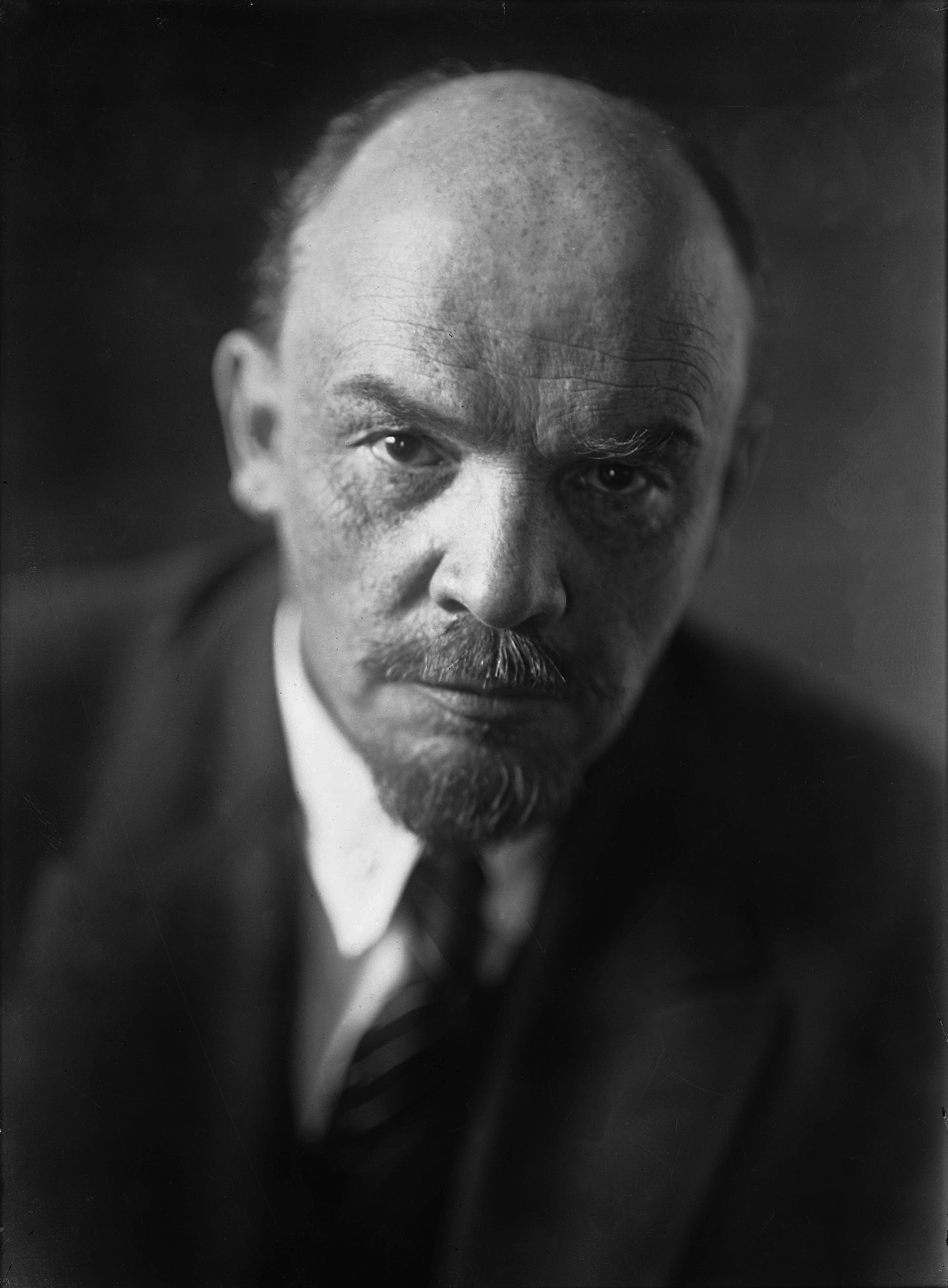
Wladimir Iljitsch Lenin, 1920

Unter dem Begriff des Leninismus (russisch ленинизм) werden die Ansichten des russischen Marxisten und kommunistischen Revolutionärs Lenin zusammengefasst, der den Marxismus an die historischen Bedingungen der Gesellschaft des russischen Zarenreichs anpasste.

## Begriff

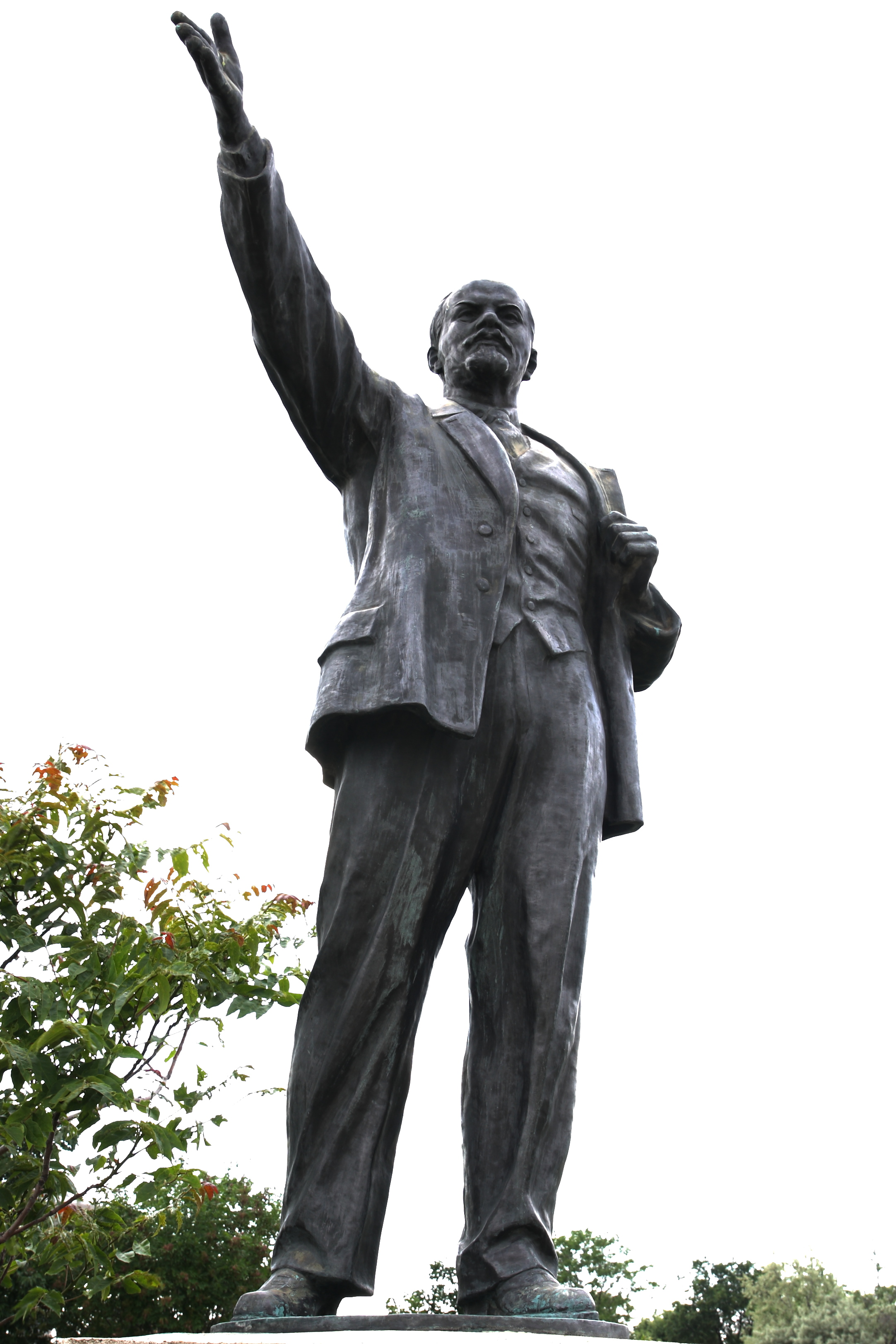
Lenin-Statue in Budapest

Der Begriff tauchte vermutlich erstmals 1904 bei Julius Martow als Bezeichnung für die Bolschewiki und ihr Parteikonzept auf. Nach Lenins Tod 1924 entbrannte ein Streit um das politische Erbe Lenins. Trotzki sprach in seinem Nekrolog auf Lenin allgemein vom Leninismus als der Lehre, der Arbeit und der Methode Lenins. Die bolschewistische Partei sei „angewandter Leninismus“. Sie ist der „kollektive Führer der Arbeiter.“ Trotzkis Gegner Stalin hielt von April bis Mai 1924 im Rahmen des Lenin-Aufgebots unter dem Titel Über die Grundlagen des Leninismus eine Vorlesungsreihe an der Kommunistischen Swerdlow-Universität, bei der er versuchte, sich als wahren Erben Lenins darzustellen. Stalin erklärte, dass Leninismus nicht bloß „die Anwendung des Marxismus auf die eigenartigen Verhältnisse in Russland sei“, sondern er sei vielmehr „der Marxismus der Epoche des Imperialismus und der proletarischen Revolution. Genauer: Der Leninismus ist die Theorie und Taktik der proletarischen Revolution im Allgemeinen, die Theorie und Taktik der Diktatur des Proletariats im Besonderen.“ Die Aufgabe der Ausarbeitung einer marxistischen Revolutionstheorie kam nach Stalin erst Lenin zu, da Marx und Engels in einer „vorrevolutionären Periode“ gewirkt hätten. In diesen Vorträgen sprach Stalin über „die historischen Wurzeln des Leninismus“ und beschrieb seine eigenen Auffassungen bezüglich der Ausführung des Leninismus, der Diktatur des Proletariats, der Bauernfrage, der nationalen Frage, der Strategie und Taktik sowie des Arbeitsstils der Partei als Leninismus.
Der Begriff Leninismus ist inzwischen in den allgemeinen Sprachgebrauch eingegangen. Lenin selbst sah sich nicht als Begründer einer neuen Lehre, sondern als Verteidiger des Marxismus und dessen Anwender unter den gegebenen historischen Umständen. Zunächst verstand man unter Leninismus in der internationalen kommunistischen Bewegung vor allem die konsequente revolutionäre Seite des Marxismus – im Gegensatz zu den sich auch auf den Marxismus beziehenden Reformisten. Im Zuge der Diskussionen innerhalb der Kommunistischen Partei Russlands (Bolschewiki) (KPR(B)) nach dem Tode Lenins wurde im Streit um den richtigen weiteren Kurs der Partei der „Leninismus“ beschworen.

## Grundgedanken Lenins

### Voluntarismus
Lenin, der immer als praktischer Revolutionär dachte und handelte, sah im Marxismus keineswegs eine Lehre der deterministischen Entwicklung der Gesellschaft. Er betonte vielmehr den „subjektiven Faktor“, die Aktivität, den Willen zur Veränderung der Welt. Erheblichen Einfluss auf Lenins voluntaristische Auslegung des Marxismus dürften auch die russischen Revolutionäre Tkatschow und Netschajew gehabt haben. Tkatschow vertrat die Ansicht, dass eine revolutionäre Minderheit die Macht ergreifen müsse, um die demokratische und soziale Revolution zu realisieren.

### Kaderpartei
Laut dem Historiker Hermann Weber ist nicht zu übersehen, dass der Marxismus bei Lenin durch den Voluntarismus, die Elitevorstellung und die Tradition der russischen Verschwörer ein neues Gesicht bekam. In seinem 1902 erschienenen Werk Was tun? stellt Lenin die These auf, dass das Proletariat aus eigener Kraft nicht genügend Klassenbewusstsein für eine Revolution entwickeln könne: „Die Geschichte aller Länder zeugt davon, dass die Arbeiterklasse aus eigenen Kräften nur ein trade-unionistisches [d. h. gewerkschaftliches] Bewusstsein hervorzubringen vermag (…). Die Lehre des Sozialismus ist hingegen aus den philosophischen, historischen und ökonomischen Theorien hervorgegangen, die von den gebildeten Vertretern der besitzenden Klassen, der Intelligenz, ausgearbeitet wurden. (…) Das politische Klassenbewußtsein kann dem Arbeiter nur von außen gebracht werden, d. h. aus einem Bereich außerhalb des ökonomischen Kampfes, außerhalb der Sphäre der Beziehungen zwischen Arbeitern und Unternehmern.“
Er weicht damit von Marx’ Auffassung ab, dass die kommunistische Bewegung „die selbständige Bewegung“ des Proletariats sei. Lenin modifizierte die bereits bei Marx vertretene Idee einer kommunistischen Partei zu einem avantgardistischen Konzept der Partei als „Vorhut der Arbeiterklasse“. Nach Lenin soll die Partei die Revolution als Avantgarde durchführen, die Diktatur des Proletariats in dessen Sinne ausüben und gleichzeitig die Massen zum Kommunismus erziehen.

### Imperialismus als letztes Stadium des Kapitalismus
Im Jahr 1916 verfasste Lenin sein Hauptwerk zur politischen Ökonomie, die Broschüre „Der Imperialismus als höchstes Stadium des Kapitalismus“. Er versuchte in dieser Schrift eine Weiterentwicklung der marxistischen Analyse des Kapitalismus zu geben. Seine Theorie vom Imperialismus entstand aus der Untersuchung der kapitalistischen Weltwirtschaft und ihrer Wechselbeziehungen in der Zeit vor dem Weltkrieg. Soweit Lenin in diesem Buch die wirtschaftliche Entwicklung einschätzte oder den Imperialismus analysierte, stützte er sich weitgehend auf die Arbeiten von Hobson und Hilferding. In der Konsequenz aber ging Lenin viel weiter. Er charakterisierte den Kapitalismus des 20. Jahrhunderts seiner inneren Struktur nach als Monopolkapitalismus, seiner außenpolitischen Wirksamkeit nach als Imperialismus und seiner Bedeutung nach als verfaulenden, sterbenden Kapitalismus, als Vorboten der nahenden Weltrevolution. Lenin schrieb, der Imperialismus sei die letzte Etappe des Kapitalismus, er könne nur durch eine proletarische Revolution beseitigt werden.

### Revolution trotz Rückständigkeit
Die Welt sei durch den Imperialismus zu einer Wirtschaft zusammengeschweißt, und so könne die Revolution auch in solch rückständigen Ländern wie Russland beginnen, die 'isoliert’ noch keineswegs reif für eine soziale Umwälzung seien. In der russischen Revolution von 1917 kam es für Lenin angesichts der besonderen Bedingungen im rückständigen Russland darauf an, so weit wie möglich – ausgehend von der Arbeiterklasse und ihrer revolutionären Partei sowie im Bündnis mit den Bauern – erste Schritte hin zum Sozialismus zu tun. Im Rahmen einer Weltrevolution könne gerade in solchen Ländern die Revolution beginnen, vorausgesetzt, dass die Arbeiterschaft die revolutionäre Reife erreicht hat. Das war die neue Theorie Lenins. Während für Marx und Engels eine sozialistische Revolution nur in fortgeschrittenen Ländern vorstellbar war, versuchte Lenin – unter Zuhilfenahme der marxistischen Begriffswelt – nachzuweisen, dass auch im rückständigen Russland eine sozialistische Revolution möglich sei. Ein halbes Jahr nach der Imperialismus-Broschüre erklärte Lenin, man müsse die russische Revolution als Prolog zur sozialistischen Weltrevolution definieren, als erste Stufe dieser Revolution. Es war klar, dass nur zusammen mit einem siegreichen Proletariat in den industrialisierten Ländern die Herbeiführung sozialistischer Lebensverhältnisse möglich war. Mit dem Ausbleiben der proletarischen Revolution im Westen stellte sich die Frage, wie lange sich die proletarische Staatsmacht in der Sowjetunion ohne Hilfe durch die Revolution im Westen halten könnte. In diesem Dilemma sind auch die Gründe für den zunehmenden Aktionismus der Dritten Internationale zu sehen. Stalins später ausgegebene Parole vom „Sozialismus in einem Land“ war für Lenin wie für die meisten Bolschewiki keine praktikable Option.

## Begriffsgeschichte
Erst Stalin definierte den Leninismus als „Marxismus der Epoche des Imperialismus und der proletarischen Revolution (…) die Theorie und Taktik der proletarischen Revolution im allgemeinen, die Theorie und Taktik der Diktatur des Proletariats im besonderen.“ (Stalin, Über die Grundlagen des Leninismus, 1924). Diesen Artikel verfasste Stalin anlässlich des „Lenin-Aufgebots“, einer breiten Mitgliederwerbekampagne (und Beginn des von Stalin initiierten Personenkults um Lenin), die die Kommunistische Partei Russlands um 50 % mit politisch ungeschulten Leuten vergrößerte, die zu willigen Stimmgebern und Unterstützern Stalins innerhalb der Machtkämpfe in der Partei wurden. Später wurde Stalins Lesart des „Leninismus“, angereichert mit der Theorie des Sozialismus in einem Lande, zum Konstrukt des Marxismus-Leninismus, der neuen offiziellen Partei- und Staatsdoktrin. Dieser „Marxismus-Leninismus“ ist bis zum berühmten XX. Parteitag der KPdSU im Jahre 1956 gleichzusetzen mit dem sogenannten Stalinismus.
Merkmale des Leninismus seien, so Stalin weiter, die „rücksichtslose Bekämpfung des Opportunismus der II. Internationale“, das Aufspüren des „schwächsten Gliedes in der Kette der imperialistischen Weltfront“ und die Klärung der Rolle der „Diktatur des Proletariats als Instrument der proletarischen Revolution, … als Herrschaft des Proletariats über die Bourgeoisie“ mit der Staatsform der Sowjetmacht. Die Partei müsse nach Lenin „Vortrupp“, „organisierter Trupp“, „höchste Form der Organisation“ und „Instrument der Diktatur des Proletariats“ sein, Fraktionen ausschließen und sich von opportunistischen Elementen säubern. Lenin’scher Arbeitsstil verbinde „russischen revolutionären Schwung und amerikanische Sachlichkeit“. In Wirklichkeit hatte aber Stalin zur Durchsetzung seiner Macht die Kommunistische Partei und die Dritte Internationale dem Sowjetstaat und seinen Eigeninteressen fast vollständig untergeordnet. Opposition zu seinem Kurs in Partei und Internationale wurde mit Hilfe des sowjetischen Staatsapparats zunächst unterdrückt und zunehmend physisch liquidiert. Nahezu alle Mitglieder der ehemaligen Linken Opposition wurden in den Moskauer Prozessen während des „Großen Terrors“ von 1936–1938 in Gulags interniert oder sofort hingerichtet.
Bereits um Stalins fünfundfünfzigsten Geburtstag 1934 begann mit einem Artikel des reuigen Oppositionellen Karl Radek die positive Besetzung des Begriffs „Stalinismus“ und die Verwendung der Formel vom „Marxismus-Leninismus-Stalinismus“. In der ikonographischen Darstellung erscheinen immer öfter die Profile von Marx-Engels-Lenin-Stalin in einer Reihe.
Doch nicht nur Stalin berief sich positiv auf den Leninismus. Die Kritik des Stalinismus auf dem 20. Parteitag der KPdSU 1956 und die dadurch eingeleitete Entstalinisierung wurde von Chruschtschow als „Wiederherstellung des Leninismus“ bezeichnet. Zuletzt auf der KPdSU-Feier zum 70. Jahrestag der Oktoberrevolution (1987) berief sich auch Michail Gorbatschow für seine Politik von Glasnost und Perestroika auf den Leninismus: „Die Revolution geht weiter.“
Im positiven Bezug auf Lenin verstanden sich auch viele weitere Gegner des Stalinismus. Zum Beispiel die Trotzkisten, aber auch der neomarxistische Theoretiker Antonio Gramsci. Die von Leo Trotzki gegründete und theoretisch untermauerte Bewegung der „Bolschewiki-Leninisten“ (die später so genannten „Trotzkisten“), eine kommunistische Bewegung, bildeten als Linke Opposition und später als Untergrundpartei eine sowjetische Widerstandsbewegung. Die Trotzkisten verstanden ihre Arbeit als Weiterführung der leninistischen Theorie, wobei sie besonders auf Lenins anti-bürokratischen und (sozialistisch)-rätedemokratische Ansichten, die sich während des Russischen Bürgerkriegs und aufgrund der Isolation der Revolution nicht verwirklichen ließen, hinwiesen. (Vgl. Nadeschda Krupskaja, die Frau Lenins: „Würde Lenin noch leben, er säße längst im Gefängnis“, sowie Lenin selbst: „Jede Köchin muss in der Lage sein, die Staatsmacht auszuüben“).
Der Gründer der Kommunistischen Partei Italiens, Amadeo Bordiga, schrieb zum Thema Leninismus in der Unità vom 30. September 1925: „Unserer Bewegung liegt ein theoretisches System zugrunde, das eine abgeschlossene Weltanschauung ist: Ich meine den Marxismus, den historischen Materialismus, der in der Person Lenins einen seiner energischsten Anhänger gefunden hat. Es besteht kein Grund dafür, ihn als Leninismus zu bezeichnen, auch Lenin hätte das nicht für notwendig befunden. Welches ist das Verhältnis zu diesem System? Hätte er es revidiert, so wäre es richtig, die Bezeichnung Marxismus und Leninismus durch Leninismus und Bolschewismus zu ersetzen. Doch Lenin war kein Revisionist, kämpfte stolz gegen die Revisionisten aller Schulen, stritt ihnen das Recht ab, den Namen und die Überlieferung von Marx zu gebrauchen und brachte schroffe Beweise dafür…“